# Mireille Mireille
Ne doit pas être confondu avec Mireille... Mireille....
Albums de Mireille Mathieu
Merci Mireille
(1971)
Singles
1. Hinter den Kulissen von Paris
Sortie : 1969
2. Tarata-Ting, Tarata-Tong
Sortie : 1969

Mireille Mireille est le tout premier album spécialement pour le marché allemand de la chanteuse française Mireille Mathieu sorti en 1969 en Allemagne chez Ariola. Il est le premier d'une longue liste d'albums que la chanteuse enregistrera spécialement pour l'Allemagne et contient son tout premier succès Outre-Rhin, Hinter den Kulissen von Paris. L'album compte 6 chansons en allemand et 6 chansons en français.

## Chansons de l'album
| No  | Titre                                 | Auteur                                  | Durée |
| --- | ------------------------------------- | --------------------------------------- | ----- |
| 1.  | Tarata-Ting, Tarata-Tong              | Christian Bruhn, Georg Buschor          |       |
| 2.  | Der Stern unserer Liebe               | Paul Mauriat, Gerard                    |       |
| 3.  | Mon bel amour d'été                   | Jean Renard, Jacques Revaux             |       |
| 4.  | Heute bin ich so verliebt             | Christian Bruhn, Georg Buschor          |       |
| 5.  | L'homme de Paris                      | Delancray, Walter                       |       |
| 6.  | Une simple lettre                     | André Pascal, Paul Mauriat              |       |
| 7.  | Hinter den Kulissen von Paris         | Christian Bruhn, Georg Buschor          |       |
| 8.  | Il pleut toujours quand on est triste | Pierre-André Dousset, Francis Lai       |       |
| 9.  | Das Wunder aller Wunder ist die Liebe | Christian Bruhn, Georg Buschor          |       |
| 10. | Martin                                | Christian Bruhn, Georg Buschor          |       |
| 11. | Au bal du grand amour                 | Pierre-André Dousset, Christian Gaubert |       |
| 12. | Vivre pour toi                        | Pierre-André Dousset, Christian Gaubert |       |